# Далешово
Да́лешово (укр. Далешове) — село в Чернелицкой поселковой общине Коломыйского района Ивано-Франковской области Украины.
Население по переписи 2001 года составляло 405 человек. Занимает площадь 7,408 км². Почтовый индекс — 78130. Телефонный код — 03430.